# 15691 Maslov
15691 Maslov è un asteroide della fascia principale. Scoperto nel 1982, presenta un'orbita caratterizzata da un semiasse maggiore pari a 2,3662401 UA e da un'eccentricità di 0,2432053, inclinata di 3,13441° rispetto all'eclittica.